# Gerrit Kalff

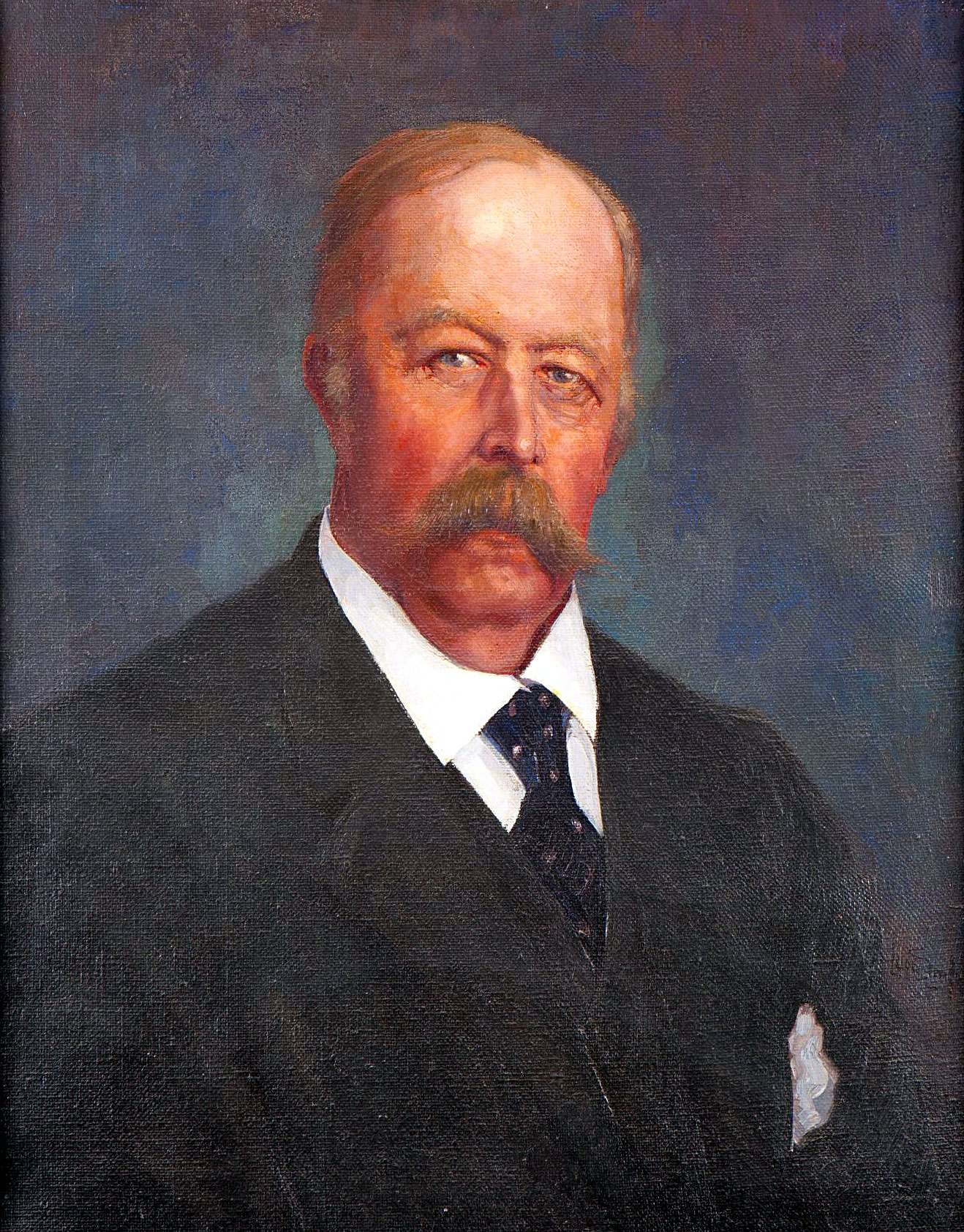
Gerrit Kalff

Gerrit Kalff (* 30. Juni 1856 in Zwolle; † 31. August 1923 in Sassnitz) war ein niederländischer Niederlandist. 

## Leben
Gerrit war der Sohn des Kaufmanns Gerrit Jurian Kalff (* 16. Mai 1818 in Zwolle; † 16. Dezember 1879 in Warnsveld) und dessen Frau Katharina Margaretha Muller (* 28. Juni 1824in Amsterdam; † 22. April 1904 in Haarlem). Er hatte 1868 die höhere Bürgerschule in Zwolle, 1871 das Gymnasium in Zwolle und 1874 das Athenaeum Illustre Amsterdam besucht. Am 7. Mai 1875 immatrikulierte er sich an der Universität Leiden um ein Literaturstudium zu absolvieren. Hier wurden Willem Jozef Jonckbloet, Matthias de Vries und  Jan ten Brink seine prägenden Lehrer. Nach der Absolvierung seines Militärdienstes 1876/77, bestand er 1879 sein Kandidatenexamen und lehrte im selben Jahr als Lehrer am Gymnasium in Haarlem. 1881 wechselte er als Lehrer an die Handelsschule in Amsterdam, promovierte am 27. November 1883 in Leiden mit der Arbeit Het lied in de middeleeuwen (deutsch: Das Lied im Mittelalter) zum Doktor der Philosophie und wurde 1886 Lehrer am Barlaus Gymnasium in Amsterdam. 
Am 10. Januar 1896 erhielt er eine Berufung zum Professor der niederländischen Sprache und Literatur an die Universität Utrecht, welche Aufgabe er am 18. März desselben Jahres mit der Einführungsrede Taalstudie en Literatuurstudie (deutsch: Sprachstudien und Literaturstudien) begann. Am 16. Oktober 1901 wurde er auf die Professur für niederländische Literatur an der Universität Leiden berufen, welche Aufgabe er am 15. Januar 1902 mit der Rede Over de wording van literaire kunstwerken (deutsch: Über das Entstehen von literarischen Kunstwerken) übernahm. Hier wurde er im Akademiejahr 1917/18 Rektor der Alma Mater, wozu er am 8. Februar 1918 die Rektoratsrede Onze verhouding tot het verleden (deutsch: Unsere Beziehungen zur Vergangenheit) hielt. 
Der um die niederländische Literatur verdiente Kalff, wurde 1892 Mitglied der Maatschappij tot Nut van 't Algemeen (deutsch: Gesellschaft der Künste und Wissenschaften zum Nutzen der Allgemeinheit), wurde Mitglied und später Vorsitzender der Maatschappij der Nederlandsche Letterkunde (deutsch: Gesellschaft für niederländische Literatur) in Leiden, 1911 Mitglied der königlich niederländischen Akademie der Wissenschaften und im selben Jahr Ehrenmitglied der Koninklijke Academie voor Nederlandse Taal- en Letterkunde. 1899 war er Mitbegründer der Vereniging „Volksweerbaarheid“, als deren Vorsitzender er agierte. 1912 wurde er Ritter des Ordens vom niederländischen Löwen, war 1897 bis 1901 Redakteur der Zeitschrift de Grids und von 1914 bis 1923 leitete er die Redaktion der Zeitschrift Vragen des Tijds (deutsch: Fragen der Zeit). Viele Aufsätze von ihm erschienen in den literarischen Fachzeitschriften und Journalen seiner Zeit. Er starb auf einer Reise nach Schweden und wurde in Noordwijk beigesetzt.

## Familie
Kalff verheiratete sich am 28. Juli 1887 in Heiloo mit Johanna Jacoba Elisabeth Momma (* 19. September 1861 in Amsterdam; † 12. Oktober 1946 in Bussum), die Tochter des Barent Johannes Momma (* 28. November 1811 in Amsterdam; † 28. November 1871 ebd.) und der Baroness Elisabeth Jacoba de Petersen (* 8. Mai 1819 in Amsterdam; † 18. Oktober 1885 in Amersfoort). In der Ehe wurde vier Kinder geboren. Von diesen kennt man:
- Robbert Kalff (* u. † 22. Juli 1888 in Heiloo)
- Gerrit Kalff (* 1. September 1889 in Amsterdam; † 1. August 1955 ebenda) verheiratet am 29. Dezember 1916 mit Margaret de Vries Robbe (* 1894 in Amsterdam; † 1976)
- Elisabeth Jacoba Kalff (* 4. November 1890 in Amsterdam; † 3. Januar 1964 in Velp)
- Catharina Margaretha Kalff (* 27. Mai 1899 in Utrecht; † 18. August 1926 in Noordwijk)

## Werke (Auswahl)
- Het Lied in de Middeleeuwen. Leiden 1883
- Middelnederlandsche epische fragmenten. Groningen 1885
- Geschiedenis der Nederlandsche letterkunde in de zestiende eeuw. Leiden 1889–1906; 7. Bde.
- Het onderwijs in de moedertaal. Amsterdam 1893
- Literatuur en tooneel te Amsterdam in de zeventiende eeuw. Haarlem 1895
- Vodels Leven. Haarlem 1896, 1902
- De letterkunde en het tooneel te Amsterdam in de 17e eeuw. Den Haag 1900
- Jacob Cats. Haarlem 1901
- Studiën over Nederlandsche dichters der zeventiende eeuw. Haarlem 1901, 1915
- Dichters van den Ouden Tijd. Amsterdam 1904
- Inleiding tot de studie der literatuurgeschiedenis. Haarlem 1914, 1923
- Van Zeevarende Luyden en Zee-Poëten. Den Haag 1915
- De sage van den vliegenden Hollander; naar behandling, oorsprong en zin onderzocht. Met platen en vignetten van Oswald Wenckebach. Zutphen 1923
- Westeuropeesche Letterkunde. Groningen 1923/24, 2. Bde. (2. Bd. mit Vita u. Bibliographie)